# Стенич, Валентин Иосифович
Валенти́н Ио́сифович (О́сипович) Сте́нич (настоящая фамилия Сметанич; 8 ноября 1897, Санкт-Петербург — 21 сентября 1938, Ленинград) — русский поэт и эссеист, переводчик западноевропейской и американской литературы.
Предпринял третий русский перевод романа Джойса «Улисс»: три фрагмента вышли в ленинградских журналах «Звезда» и
«Литературный современник» в 1934—1935 годах.

## Биография
Родился в еврейской семье. Отец — Осип Семёнович (Иосиф Залманович) Сметанич (1864—1934) — был состоятельным коммерсантом, меценатом и коллекционером живописи. Кроме Валентина в семье были сын Дмитрий и дочь Мария. Троюродный брат Валентина (по отцовской линии) — киносценарист и драматург Исай Кузнецов.
Окончил известную немецкую Петришуле. Литературную деятельность начал как поэт. Выведен А. Блоком в очерке «Русские дэнди» (1918). В архиве составителя сайта «Век перевода» хранится рукописная копия неизданного сборника стихотворений В. Стенича, датированных 1917—1918 годами. Впоследствии оставался «одним из самых глубоких стихолюбов». Как вспоминала Надежда Мандельштам,
Вероятно, он мог бы стать прозаиком, эссеистом, критиком, как сейчас называют эту странную профессию, словом, он бы что-нибудь сделал, но время не благоприятствовало таким, как он. Пока что Стенич жил, вращался среди людей, болтал, шумел и немножко переводил, и его переводы стали образцом для всех переводчиков прозы. Как говорится, он был «стилистом» и нашёл современное звучание в переводах американцев. На самом деле он таким способом использовал свои потенции, своё острое чувство времени, современного человека, языка и литературы.
В 1920-е и 1930-е годы очень много переводил, почти исключительно прозу (часть переводов опубликована под фамилией Сметанич): «Жив человек» Гилберта Кита Честертона, «Игры и утехи» Жоржа Дюамеля, «Отважные мореплаватели» Редьярда Киплинга, «Зов предков» Джека Лондона, «42-я параллель», «1919» и «Манхэттен» Джона Дос Пассоса, «Смерть в лесу» Шервуда Андерсона, историческая драма «…Гасить котлы!» Эрнста Толлера (авториз. пер., 1935), «Трёхгрошовый роман» Бертольта Брехта, главы романов Джеймса Джойса. Его критические статьи и рецензии посвящены творчеству писателей, которых он переводил, и русской советской литературе. Написал новое либретто оперы «Пиковая дама» для Ленинградского Малого оперного театра.
C июня 1935 года жил в доме Придворного конюшенного ведомства («писательская надстройка») по адресу: набережная канала Грибоедова, 9.
Не скрывал своего негативного отношения к сталинскому режиму, вызывался в Большой дом на Литейном, где получал внушения. В разгар большого террора был арестован (14 ноября 1937 года) по «ленинградскому писательскому делу». Расстрелян 21 сентября 1938 года в здании тюрьмы на Нижегородской улице, 39 в Ленинграде. Обстоятельства гибели стали известны из официальной справки, выданной КГБ при реабилитации в 1990 году.
22 ноября 2015 года в Санкт-Петербурге на фасаде дома 9 по набережной канала Грибоедова был установлен мемориальный знак «Последний адрес» Валентина Иосифовича Стенича.
Сметанич-Стенич Валентин Осипович, 8 ноября 1897 года рождения, уроженец Ленинграда, русский, гражданин СССР, беспартийный, писатель, член ССП, проживал: Ленинград, кан. Грибоедова, д. 9, кв. 126. Жена — Файнберг Любовь Давыдовна, 33 года (в 1937 году). В 1958 году Большинцова Л. Д. проживала: Москва, ул. Королёва, д. 7, кв. 114.
Арестован 14 ноября 1937 года Управлением НКВД по Ленинградской области. Обвинялся по ст. 58-8 (террористический акт), 58-11 (организационная деятельность, направленная к совершению контрреволюционного преступления) УК РСФСР. Приговором Военной Коллегии Верховного суда СССР от 20 сентября 1938 года определена высшая мера наказания — расстрел. Расстрелян 21 сентября 1938 года в Ленинграде.
Определением Военной Коллегии Верховного суда СССР от 24 октября 1957 года приговор Военной Коллегии Верховного суда СССР от 20 сентября 1938 года в отношении Сметанича-Стенича В. О. отменён, и дело, за отсутствием в его действиях состава преступления, прекращено.

## Семья
- Первая жена (1925—1927) — Вера Николаевна Сметанич (урождённая Вульфович).
- Вторая жена (с 1929 года) — Любовь Давыдовна Фейнберг (1903—1983).

## Художественные образы
- Упоминается в отрывке Д. Хармса «Ольга Форш подошла к Алексею Толстому…»
- Прототип Олимпа Валериановича Сметанича в пьесе Н. Эрдмана «Мандат» (1925)[9].
- Послужил прообразом журналиста Ханина (исп. Андрей Миронов) в кинофильме Алексея Германа «Мой друг Иван Лапшин»[10]

## Изданные переводы
- Г. К. Честертон. Жив человек. 1924.
- Г. К. Честертон. Наполеон из пригорода[англ.]. Ленинград: Сеятель, 1925.
- Ж. Дюамель. Игры и утехи. Ленинград: Мысль, 1925. — 160 с.
- Джек Лондон. Игра. Ленинград: Мысль, 1925. — 192 с.
- Дж. У. Локк. Скоморох. Ленинград: Мысль, 1924. — 276 с.
- Дж. У.Локк. Мориус и К°. 1925—1926 (два изд.),
- Р. Киплинг. Отважные мореплаватели. 1930.
- Дж. Дос Пассос. Манхэттен. Ленинград: Прибой, 1930. — 354 с.
- Дж. Дос Пассос. 42-я параллель. Ленинград; Москва: [Огиз] Гос. изд-во худ. лит., 1931. — 376 с.
- Дж. Дос Пассос. 1919. Ленинград: Ленгихл, 1933. — 374 с. (2-е изд. Ленинград: Художественная литература, 1936. — 493 с.)
- Ш. Андерсон. Смерть в лесу. 1934.
- Дж. Джойс. Похороны Патрика Дингэма (отрывок из «Улисса») // Звезда. 1934. № 11. С.116-137.
- Дж. Джойс. Утро м-ра Блума (глава из «Улисса») // Лит. современник. 1935. № 5. С.136-159.
- «Путешествие в некоторые отдалённые страны света Лемюэля Гулливера…» Дж. Свифта (пер. и обработ. для детей 1935)
- Б. Брехт. Чихи и чухи. (Куплеты и вставные номера в пер. С. И. Кирсанова.) Москва: Гослитиздат, 1936. — 198 с.
- Б. Брехт. Трёхгрошовый роман. Москва: Гослитиздат, 1937. — 406 с.